# Línea Belgrano Norte
La línea Belgrano Norte es una de las siete líneas de los trenes metropolitanos de Buenos Aires.

## Servicios
Esta línea presta servicios de pasajeros entre las estaciones Retiro y Villa Rosa en el Área Metropolitana de Buenos Aires en un tramo de 54 km, el cual transportó en 2012 a 30,4 millones de pasajeros.
Compone un total de 22 estaciones, partiendo de la ciudad de Buenos Aires y atravesando los partidos de Vicente López, San Isidro, San Martín (sin estaciones), Tigre, Malvinas Argentinas y Pilar.
El servicio es llevado a cabo por formaciones diésel-eléctricas y cuenta con un solo ramal Retiro - Villa Rosa, con frecuencias de 7 a 10 minutos en horarios pico y 25 minutos fuera de estos.
Hay varios servicios parciales en su recorrido:
- Retiro - Boulogne Sur Mer
- Retiro - Ciudad Los Polvorines
- Retiro - Ciudad Grand Bourg
- Retiro - Del Viso
- Munro - Del Viso

En Villa Rosa finaliza la operación de transporte de pasajeros y comienza el servicio de trenes de carga al norte argentino. No obstante, los trenes de carga llegan en las proximidades de Retiro hasta la playa de maniobras Saldías para luego continuar al puerto de Buenos Aires,  antes del sector donde se presta servicio de pasajeros.
En 2014 la Administración de Infraestructuras Ferroviarias del Ministerio del Interior y Transporte de la Nación anunció nuevas obras en la línea, la cual incluye la creación de seis nuevas estaciones y un nuevo servicio diferencial con coches motores 0 KM de fabricación nacional llamados Alerce.

## Operador
- Ferrocarriles Argentinos (1948-1993)
- FEMESA (1993-1994)
- Ferrovías (1994-actualidad)[5]
- Trenes Argentinos Operaciones (debía ser desde octubre de 2021, postergada por 18 meses más)[6][7]

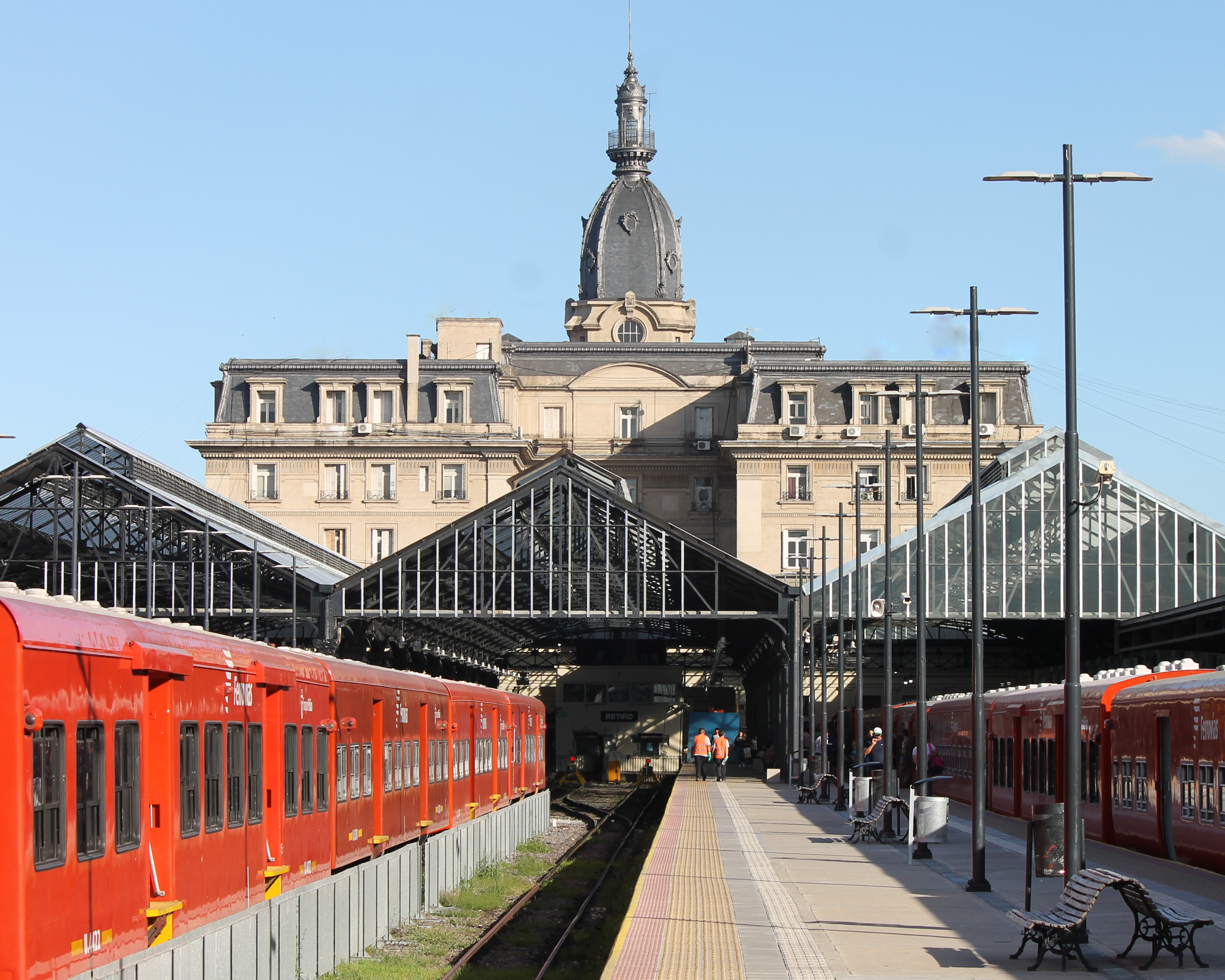
Estación Retiro

## Historia
Pertenece a las vías que fueron del Ferrocarril General Belgrano antes de la Privatización ferroviaria en Argentina. Debe su nombre a esta razón, y porque sus servicios se centran en los partidos de la zona norte del Gran Buenos Aires; esto para diferenciarlo con los servicios del Belgrano Sur.
La traza que compone actualmente el Belgrano Norte formó parte del Ferrocarril Central Córdoba Extensión a Buenos Aires, nombre que se le daba a la prolongación del Ferrocarril Central Córdoba desde Rosario, en la provincia de Santa Fe, hacia la Ciudad de Buenos Aires. El Ferrocarril Central Córdoba fue uno de los que luego pasó a formar parte del Ferrocarril General Belgrano.
El tendido de la extensión a Buenos Aires se autorizó hasta la localidad de Boulogne en 1903 y en 1906 comenzaron las obras. En 1909 comenzaron a correr los primeros servicios, que partían de Rosario y llegaban hasta la terminal provisoria, la estación Villa Adelina, que debió su nombre a la nieta del gerente general del ferrocarril, Adelina Munro Drysdale. En el trayecto hacia Villa Adelina, los trenes paraban en las otras cuatro estaciones existentes al momento en el tramo que es hoy el Belgrano Norte: Villa Rosa, Del Viso, Los Polvorines y Don Torcuato.
En 1912 se llegó a Retiro y comenzaron a funcionar servicios locales entre esa estación y Villa Rosa. Se inauguraron las estaciones Munro, llamada así por Duncan McKay Munro, y la parada Kilómetro 14, renombrada luego Estación Juan B. Justo (actual M. M. Padilla).
Entre esta última estación y Retiro las líneas de ferrocarril atraviesan la avenida Maipú, por lo que se construyó un puente a nivel de la calle de unos 15 metros de ancho. Este puente fue y es conocido como Puente Saavedra. Muy pronto se inauguró en la zona de Puente Saavedra la parada Bosch o Kilómetro 12, que, a principios de los años 1920, se pasó a llamar Aristóbulo del Valle.
La actual estación Florida nació como parada, sin nombre alguno, aunque es posible que se llamara Kilómetro 16. Por 1913, al pavimentarse la calle San Martín, se instaló en las inmediaciones de la misma un galpón obrador de la empresa encargada de la obra, Narciso Agüero & Cía. Este galpón tenía un cartel con el nombre Agüero en grandes letras, lo que motivó que la parada se llamara Parada Agüero.

### Nuevas estaciones y estatización
En 1931 la estación Juan B. Justo fue renombrada M. M. Padilla para diferenciarla de la estación homónima del ramal Retiro-Delta del Ferrocarril General Bartolomé Mitre, ubicada a pocas cuadras. En los años 1930 se creó la Parada Kilómetro 18, para la que se propusieron distintos nombres, como el de Ader, Torre de Ader, Drysdale, La Tahona, etc. El asunto pasó a manos de la Academia Nacional de la Historia, la que sugirió el nombre de Carapachay, y así se la denominó a partir de 1946.
En 1938, frente a los problemas financieros del Ferrocarril Central Córdoba, el Estado Nacional se hizo cargo de la empresa bajo la órbita de la empresa pública Ferrocarriles del Estado. En 1949 los ramales de trocha angosta operados por Ferrocarriles del Estado se incorporaron al nuevo Ferrocarril General Belgrano, suma de todas las líneas métricas existentes en el país al momento de ser estatizada la red ferroviaria. Fue operado desde entonces por Ferrocarriles Argentinos, que lo llamó Belgrano Norte para distinguirlo del Belgrano Sur, también urbano y parte del Ferrocarril Belgrano.
En 1965, por Esfuerzo de los vecinos que vinieron a los fondos de Tortuguitas logran con esfuerzo juntar el dinero para la construcción de un apeadero llamado km 42 después renombrado Manuel Alberti. La última parada del ramal se inaugura en la década de 1990, Tierras Altas, en el km 37, si bien el tren paraba en un andén de tierra improvisado ya desde 1987.
En 1991, con la nueva empresa pública que congregaba a todos los ferrocarriles urbanos, FEMESA. Finalmente, en 1994 fue dado en concesión a la empresa Ferrovías.

### Servicios diferenciales
En abril de 2015 el ministro Florencio Randazzo decidió incorporar paulatinamente 20 trenes "Alerce" fabricados por el grupo EMEPA, constituyéndose así la primera compra de nuevos coches de fabricación nacional de todo el siglo para esta línea. Estos trenes brindaron un servicio rápido diferencial con paradas en Retiro, Ciudad Universitaria y Boulogne Sur Mer. Los "Alerce" cuentan con aire acondicionado, cámaras de seguridad, sistema de información auditivo y Wi-Fi de acceso gratuito. A partir del 18 de mayo de 2016, las duplas Alerce dejaron de prestar servicios "diferenciales", para convertirse en servicios "expresos" entre la cabecera de Retiro y Boulogne Sur Mer, Los Polvorines y Del Viso, sin paradas intermedias.[cita requerida]
Al poco tiempo, el servicio diferencial prestado por los Alerce fue dado de baja, siendo estos coches relocalizados en 2019 para servicios regionales en el interior del país y también para la línea Belgrano Sur.

### Material rodante
El parque actual de la línea se compone de locomotoras General Motors - Electro-Motive Diesel G22CU construidas en la década del 70, con impulsores diésel EMD 12-645 de aspiración normal (sin Turbocompresor) con una potencia bruta de 1650 HP y una efectiva para tracción de 1500 HP (1118 kW), y coches producidos por Fiat mediante sus subsidiarias Materfer y Fiat Concord/Aerfer, reformados por EMEPA. 

## Estaciones
| Estación                      | Kilómetro | Cantidad de andenes | Distrito                               | Notas |
| ----------------------------- | --------- | ------------------- | -------------------------------------- | --- |
| Retiro Belgrano               | 0         | 6                   | Comuna 1 (Retiro)                      | Proximidad con estaciones Retiro de las Líneas Mitre, San Martín, C y E del Subte de Buenos Aires; y Terminal de Ómnibus de Retiro. |
| Saldías                       | 3         | 2                   | Comunas 2 (Recoleta) y 14 (Palermo)    | Proximidad con cruce bajo nivel con el FC Gral. San Martín y Autopista Arturo Illia. Cabecera del ramal al Puerto Nuevo de Buenos Aires |
| Ciudad Universitaria          | 8.6       | 3                   | Comuna 13 (Belgrano)                   | Proximidad con Avenida Leopoldo Lugones y Avenida Intendente Cantilo. Reemplazó en 2015 a la Estación Raúl Scalabrini Ortiz a 500m al sur |
| Aristóbulo del Valle          | 11.8      | 2                   | Partido de Vicente López               | Proximidad con la Avenida General Paz (Límite entre CABA y Provincia de Buenos Aires), con la Estación Rivadavia de la Línea Mitre y con Centro de transbordo Puente Saavedra del Metrobús del Norte. Inaugurada como Parada kilómetro 12 y luego renombrada a Bosch. |
| Manuel Padilla                | 14        | 2                   | Partido de Vicente López               | Proximidad con Estación Juan B. Justo de la Línea Mitre y con Autopista Panamericana Pascual Palazzo. Inaugurada como Parada kilómetro 14 y luego renombrada a Juan B. Justo                                                                                          |
| Florida Belgrano              | 15.4      | 2                   | Partido de Vicente López               | Inaugurada informalmente como Parada Agüero. |
| Munro                         | 16.5      | 3                   | Partido de Vicente López               | Cabecera intermedia |
| Carapachay                    | 17.8      | 2                   | Partido de Vicente López               | Inaugurada como Parada kilómetro 18 |
| Villa Adelina                 | 18.8      | 2                   | Partidos de Vicente López y San Isidro | Reconstruida en 1999 |
| Boulogne Sur Mer              | 21.3      | 3                   | Partido de San Isidro                  | Proximidad con Ruta Provincial 4. Cabecera intermedia |
| Vicealmirante Montes          | 26.4      | 2                   | Partido de Tigre                       | Proximidad con puente sobre Río Reconquista. Inaugurada como Apeadero kilómetro 26 |
| Don Torcuato                  | 28.3      | 3                   | Partido de Tigre                       | Proximidad con Ruta Provincial 23. Antigua cabecera del ramal a Campo de Mayo |
| Adolfo Sourdeaux              | 30.7      | 2                   | Partido de Malvinas Argentinas         | Inaugurada como Parada kilómetro 30 |
| Ciudad Villa de Mayo          | 31.9      | 2                   | Partido de Malvinas Argentinas         | |
| Ciudad Los Polvorines         | 33.3      | 4                   | Partido de Malvinas Argentinas         | Hasta 2006 solo tenía 3 andenes |
| Ciudad Ingeniero Pablo Nogués | 34.4      | 2                   | Partido de Malvinas Argentinas         | Proximidad con Ruta Provincial 24. |
| Ciudad Grand Bourg            | 36.3      | 3                   | Partido de Malvinas Argentinas         | Cabecera intermedia |
| Tierras Altas                 | 37.9      | 2                   | Partido de Malvinas Argentinas         | |
| Ciudad Tortuguitas            | 39.9      | 2                   | Partido de Malvinas Argentinas         | |
| Manuel Alberti                | 42        | 2                   | Partido del Pilar                      | Inaugurada como Apeadero kilómetro 42 |
| Del Viso                      | 43.9      | 3                   | Partido del Pilar                      | Cabecera intermedia |
| Cecilia Grierson              | 47.9      | 2                   | Partido del Pilar                      | Proximidad con Ruta Nacional 8 Panamericana |
| Villa Rosa                    | 51.9      | 3                   | Partido del Pilar                      | Cabecera del servicio urbano |

## Imágenes

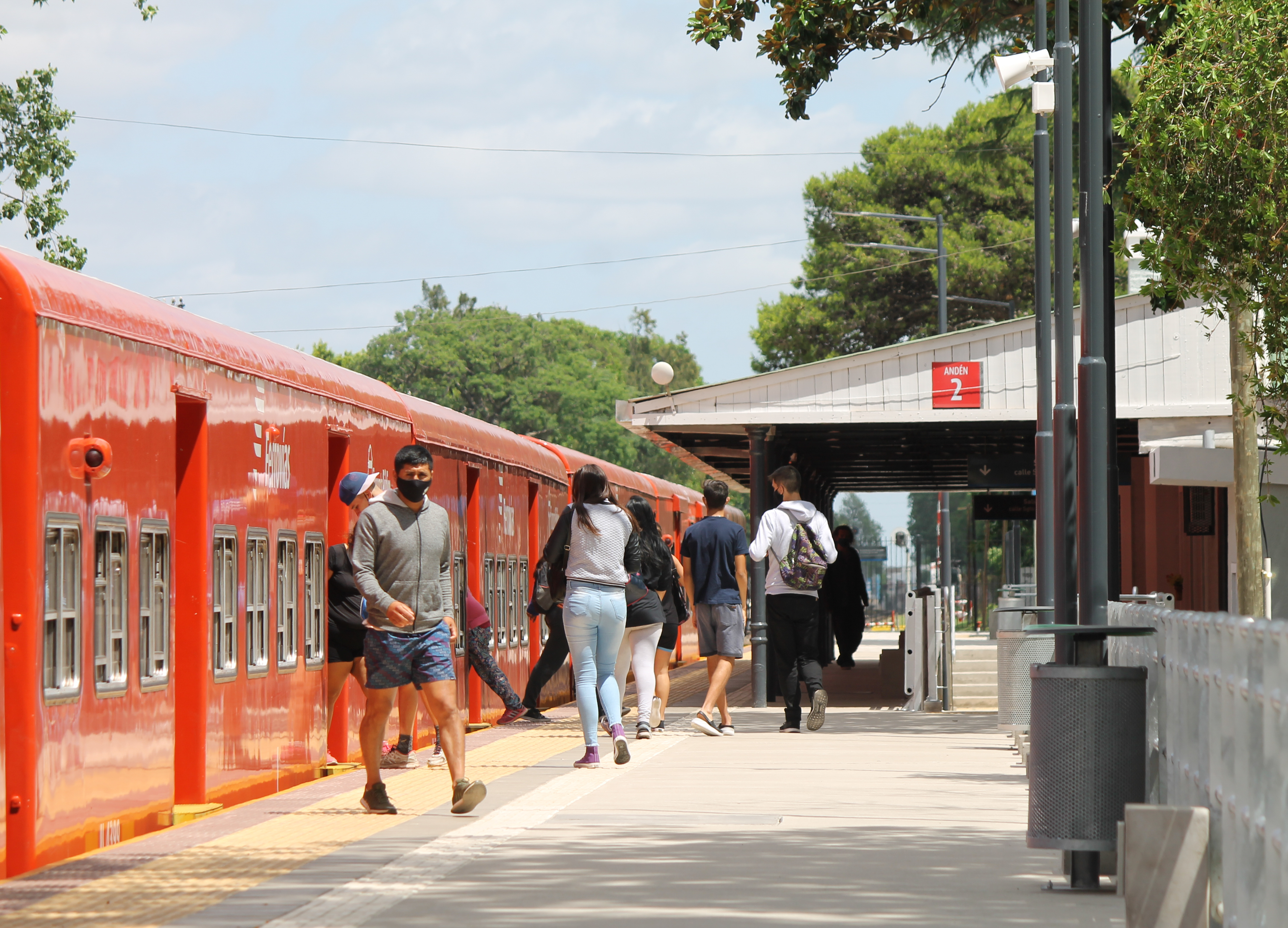
Servicio un día sábado.
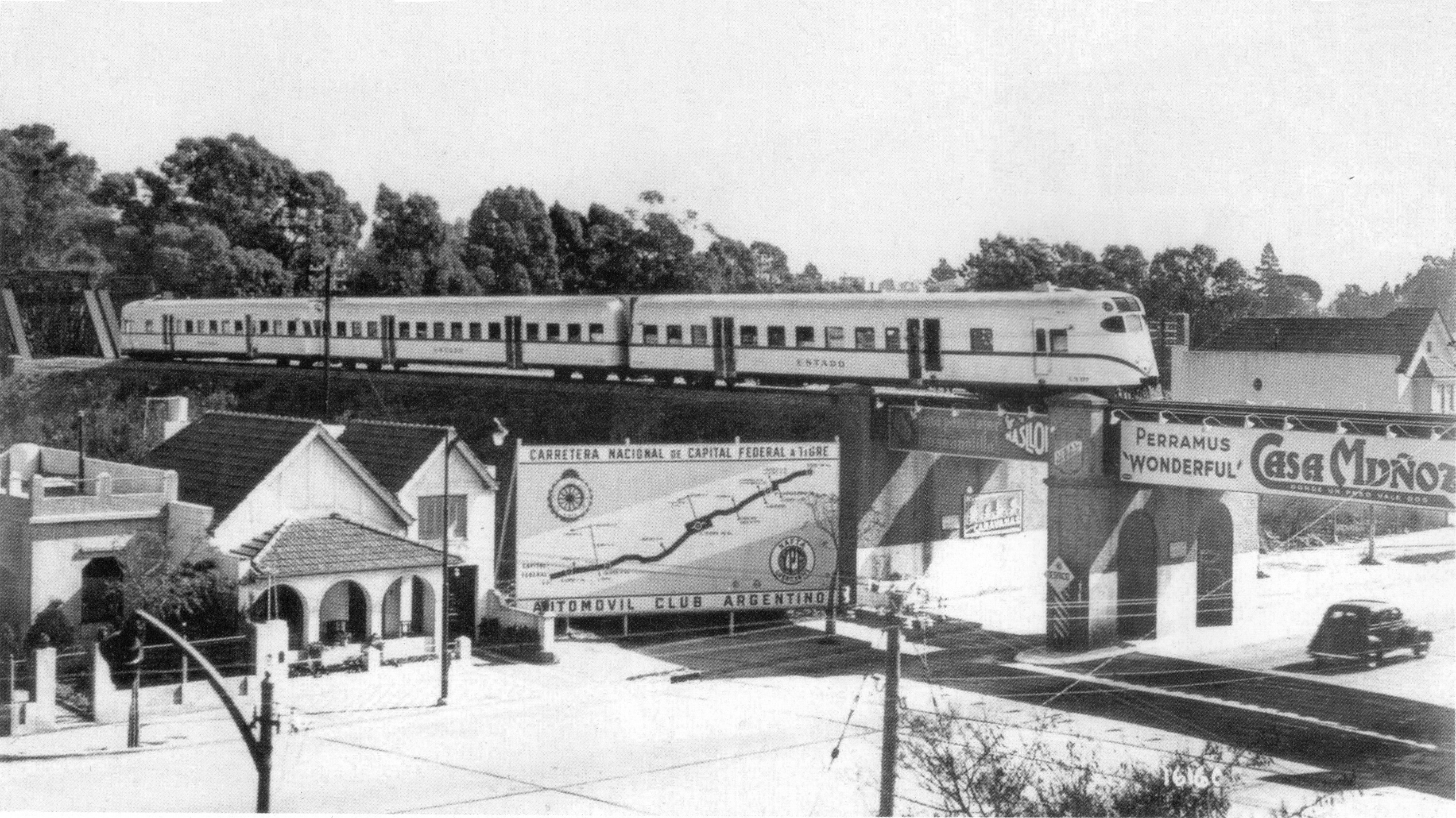
Con la estatización se produjo la incorporación de cochemotores Ganz que permitieron reemplazar la tracción a vapor y mejorar los servicios.
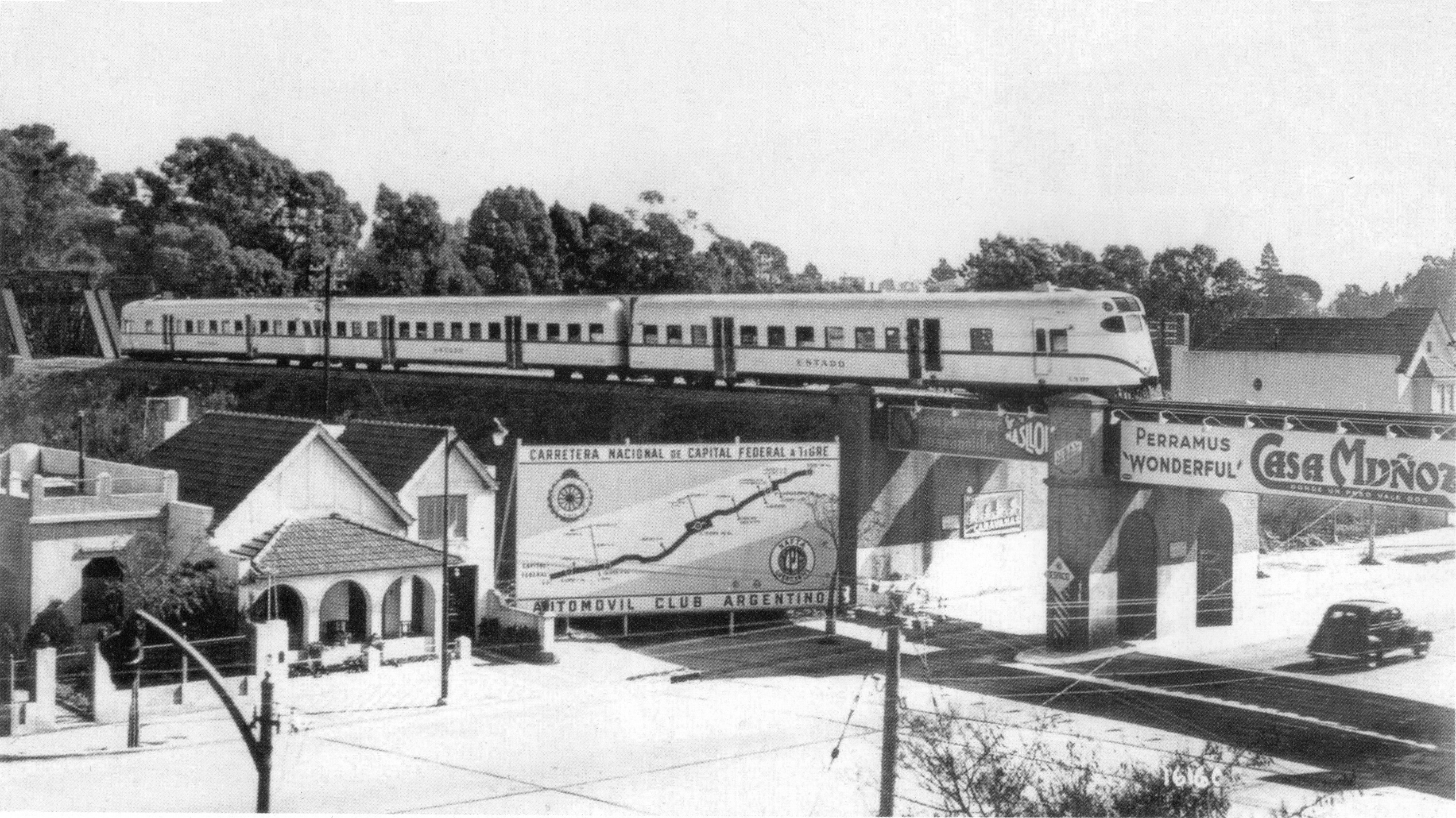
Servicio sobre Av. Libertador alrededor de 1950.
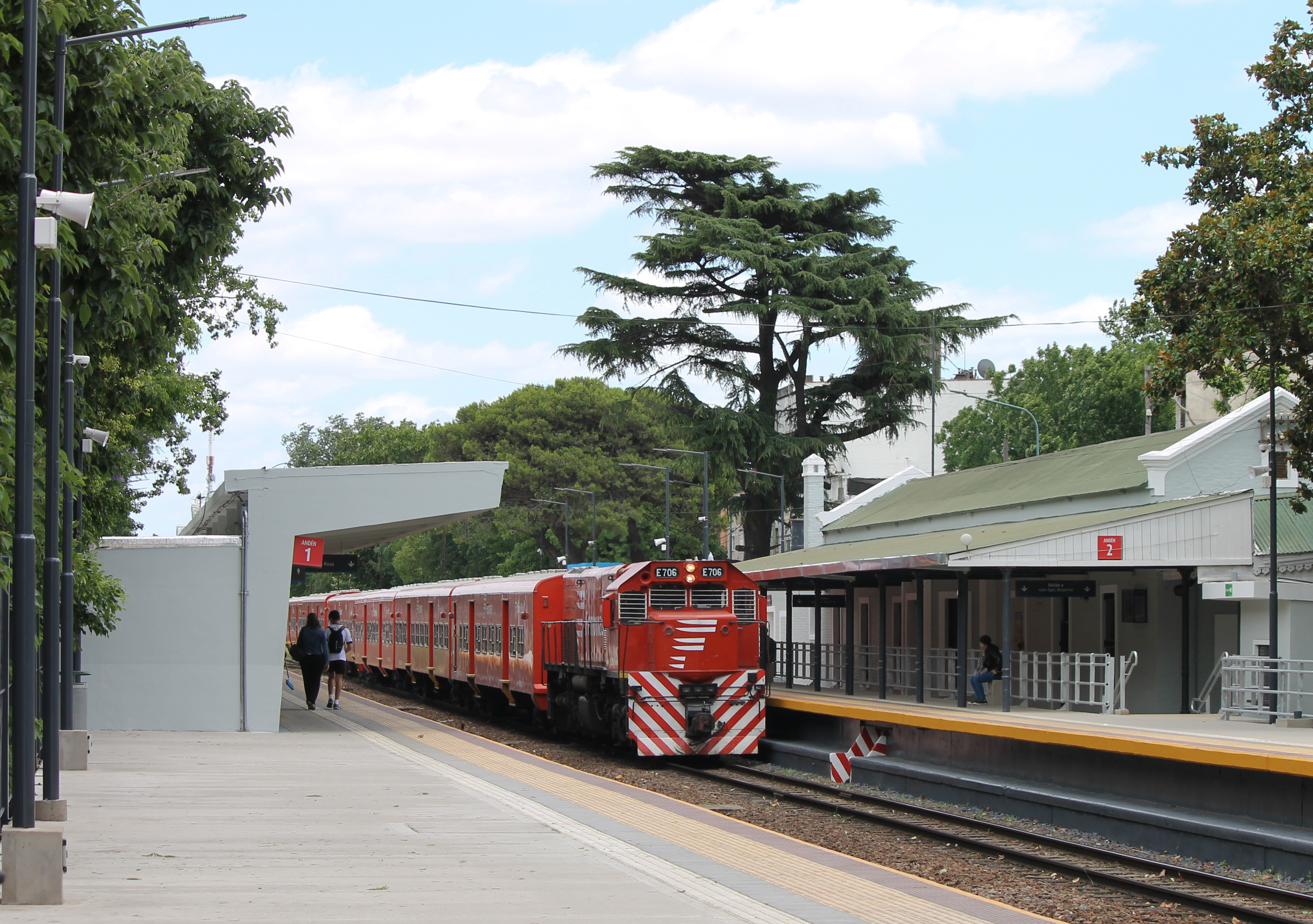
Formación ingresando  a estación.